# Jim Clarke
Jim Clarke, James Michael Clarke (ur. 6 października 1874 w Boholi, zm. 29 grudnia 1929 w Liverpoolu) – brytyjski przeciągacz liny, medalista igrzysk olimpijskich.

## Życiorys
Reprezentował Wielką Brytanię na Igrzyskach Olimpijskich 1908 odbywających się w Londynie. Był najlżejszym, ważącym 83 kg, członkiem zespołu złożonego z policjantów z Liverpoolu rywalizującego w przeciąganiu liny. Jego drużyna pokonała kolejno reprezentacje Stanów Zjednoczonych w 1/8 finału i Szwecji w półfinale. W finałowym pojedynku Liverpoolczycy zostali pokonani przez inny brytyjski zespół, złożony z funkcjonariuszy City of London Police.
Zmarł w liverpoolskiej dzielnicy Everton. Jest kuzynem Martina Sheridana, trzykrotnego mistrza olimpijskiego.